# نوغا ألون
نوغا ألون (بالعبرية: נוגה אלון‏) (من مواليد 1956) هو عالم رياضيات إسرائيلي وأستاذ الرياضيات في جامعة برينستون، اشتهر بمساهماته البحثية في التوافقيات وعلوم الكمبيوتر النظرية، حيث قام بتأليف مئات الأوراق البحثية.
حصل على جائزة إسرائيل في عام 2008 في مجال الرياضيات.

## التعليم والحياة المهنية
وُلِد ألون عام 1956 في حيفا، وتخرج من مدرسة ريئالي العبرية عام 1974. تخرج بتقدير امتياز مع مرتبة الشرف من معهد التخنيون للتكنولوجيا عام 1979، وحصل على درجة الماجستير في الرياضيات عام 1980 من جامعة تل أبيب،  وحصل على درجة الدكتوراه في الرياضيات من الجامعة العبرية في القدس عام 1983 بأطروحة بعنوان المشاكل المتطرفة في التوافقيات بإشراف ميخا بيرلس.
بعد قيامه بأبحاث ما بعد الدكتوراه في معهد ماساتشوستس للتكنولوجيا عاد إلى جامعة تل أبيب ليعمل كمحاضر في عام 1985، ثم كأستاذ مساعد في عام 1986، ورقي إلى أستاذ كامل في عام 1988. عمل رئيسًا لكلية العلوم الرياضية من عام 1999 إلى عام 2001، وحصل على كرسي فلورنسا وتيد بومريتر للتركيبات وعلوم الكمبيوتر،  قبل تقاعده كأستاذ فخري وانتقاله إلى جامعة برينستون في عام 2018.
كما عمل رئيسا لتحرير مجلة "بنى عشوائية وخوارزميات" Random Structures and Algorithms من عام 2008 حتى عام 2023.

## أبحاثه
نشر ألون أكثر من خمسمائة ورقة بحثية، معظمها في مجال التركيبات وفي علوم الكمبيوتر النظرية، وكتاب واحد عن المنهجية الاحتمالية. وقد نشر أيضًا تحت الاسم المستعار "أ. نيلي"، تكريما لاسم ابنته نيلي ألون.

## أعمال مختارة

### كتاب
- المنهجية الاحتمالية، مع جويل سبنسر، وايلي، 1992. الطبعة الثانية 2000؛ الطبعة الثالثة.2008؛ الطبعة الرابعة 2016.[21]

## الجوائز
من الجوائز التي حصل عليها:
- 1989 – جائزة إردوس [22]
- 2000 – جائزة جورج بوليا في التركيبات التطبيقية للجمعية للرياضيات الصناعية والتطبيقية [23]
- 2001 – جائزة مايكل برونو التذكارية من معهد إسرائيل للدراسات المتقدمة [24]
- 2005 – جائزة جودل بالاشتراك مع يوسي ماتياس وماريو سيجيدي، عن بحثهما "التعقيد المكاني لتقريب لحظات التردد" حول خوارزميات البث [25]
- 2008 – جائزة إسرائيل في الرياضيات.[26][27]
- 2011 – جائزة إيميت، بالاشتراك مع ساهارون شيلاه، في مجال الرياضيات.[28]
- 2019 – جائزة باريس كانيللاكيس، بالاشتراك مع فيليب جيبونز ويوسي ماتياس وماريو سيجيدي، "للعمل الأساسي في مجال خوارزميات البث وتطبيقها على تحليلات البيانات واسعة النطاق" [29]
- 2021 – جائزة لوروي ب. ستيل للعرض الرياضي، بالاشتراك مع جويل سبنسر، عن الطريقة الاحتمالية [30]
- 2022 – جائزة شو في العلوم الرياضية، بالاشتراك مع إيهود هروشوفسكي، "لمساهماتهما الرائعة في الرياضيات المنفصلة ونظرية النموذج مع التفاعل بشكل ملحوظ مع الهندسة الجبرية والطوبولوجيا وعلوم الكمبيوتر" [31]
- 2022 – جائزة كنوث، "للمساهمات الأساسية في التركيبات ونظرية الرسم البياني وتطبيقاتها على الموضوعات الأساسية في علوم الكمبيوتر" [32]

ألقى ألون خطبا في المؤتمر الأوروبي للرياضيات عام 1996 وفي المؤتمر الدولي للرياضيين عام 2002،  ومحاضرات توران التذكارية عام 2009،  ومحاضرة في المؤتمر الدولي للرياضيين عام 1990. حصل على الدكتوراه الفخرية من المعهد الفيدرالي السويسري للتكنولوجيا في زيورخ في عام 2013  ومن جامعة واترلو في عام 2015.
بالإضافة إلى ذلك، كان ألون عضوًا في الأكاديمية الإسرائيلية للعلوم والإنسانيات منذ عام 1997. تم انتخابه لعضوية الأكاديمية الأوروبية في عام 2008. في عام 2015 تم انتخابه كزميل في الجمعية الرياضية الأمريكية. في عام 2017 أصبح زميلًا في جمعية الآلات الحاسوبية. في عام 2019 تم تعيينه عضوًا فخريًا في الأكاديمية المجرية للعلوم.

## روابط خارجية
- الصفحة الرئيسية لنوغا ألون
- نوغا ألون منشورات مفهرسة من قبل جوجل سكولار   مُدرجة في فهرس